# 默韦郡政府
默韦郡（英語：Shire of Murweh）是澳大利亞昆士蘭州的地方政府；查爾維爾是郡內人口最密集之地。

## 外部連結
- 昆士蘭州地方政府暨計劃廳－默韦郡政府

1. ↑  Australian Bureau of Statistics. . 31 March 2011  [11 June 2011]. （原始内容存档于2011-10-13）.